# Joseph Carlier
Pour les articles homonymes, voir Joseph Carlier (sculpteur) et Carlier.
Joseph Carlier est un footballeur français né le 17 mars 1931 à Auby (Nord) et mort le 3 novembre 2012 à Hénin-Beaumont (Pas-de-Calais). Attaquant, il a joué au Racing Club de Lens et à l'US Boulogne.

## Palmarès
- Vainqueur de la Coupe Charles Drago en 1959 avec le RC Lens.